# Papirni proizvodi
Papirni proizvodi koji se najviše koriste ili glavni proizvodi papirne industrije su papir, karton i ljepenka, a razlika je među njima ponajprije u gramaturi, to jest u masi proizvoda kojemu je površina 1 m2. Gramatura je običnoga papira 80 do 200 g/m2, kartona 200 do 500 g/m2, a ljepenke veća od 500 g/m2. 
Papir se razlikuje prema sirovinskomu sastavu: bezdrvni papir od najkvalitetnijih vlakana visokobijeljene celuloze, srednje fini papir od celuloze i nešto visokoprinosnih vlakana ili drvenjače te prosti papir od otpadnoga papira.
Prema namjeni papiri mogu biti: grafički (tiskarski i pisaći), omotni (ambalažni), higijenski (sanitarni) te tehnički i specijalni papir.
Prema tehnikama tiska papiri mogu biti: papir za visoki, plošni i duboki tisak.
Najveći je proizvođač papira i kartona u svijetu SAD (83.401.000 tona s potrošnjom od 312 kg/stanovniku, 2004.), zatim slijede Kina, Japan, Kanada i Njemačka. Godine 2004. u svijetu je bilo proizvedeno 359.598.000 tona, a potrošeno 359.904.000 tona papira (približno 56 kg/stanovniku).

## Grafički papir
Najvažniji su grafički papiri: 
- ofsetni papir, dimenzijski stabilan, keljen, a radi stabilnosti nanesenih boja u ofsetnom tisku njegova pH-vrijednost treba biti oko 4,5;
- novinski papir, izrađen od jeftinih vlakana, najčešće drvenjače, obično je slabo bijeljen i strojno gladak;
- crtaći papir, bezdrvan, bijeljen, dobro keljen, gladak, visoka opaciteta (slabe prozirnosti);
- pisaći papir je bezdrvni papir, srednjefini papir ili papir s malom primjesom drvenjače, gramature od 60 do 90 g/m2. Bijel je ili obojen pastelnim tonovima, satiniran ili strojnogladak, a bolje vrste imaju vodeni znak. Upotrebljava se za pisanje, punokeljen je i neproziran, pa se tintom može pisati na obje strane.

## Omotni ili ambalažni papir
U omotni ili ambalažne papire ubrajaju se: 
- prosti papir za zamatanje ili šrenc papir, slabih mehaničkih svojstava i lošeg izgleda, upotrebljava se za pakiranje, a najviše kao unutarnji ravni sloj u valovitom kartonu;
- papir za valovitu ljepenku ili fluting papir, izrazite krutosti, služi za izradbu valovitoga sloja u valovitom kartonu (kartonska ambalaža);
- kraft papir, od dugih četinjačkih vlakana sulfatne celuloze, najboljih je mehaničkih svojstava, služi za izradbu papirnih vreća i kao ravni sloj valovitoga kartona;
- natronski papir, po kvaliteti sličan kraft papiru, ali manjih gramatura, koristi se za izradu konzumnih vrećica i ljepljivih papirnih vrpca.

## Higijenski ili sanitarni papir
Od higijenskih papira ističu se: 
- papir za ubruse, od kvalitetnih vlakana, čvrst i u mokrom stanju, pogodan za tisak i mehaničko utiskivanje različitih površinskih oblika;
- toaletni papir, zajednički naziv za papirne rupčiće, pelene, paketiće i kolute toaletnoga papira i slično, koji se odlikuju mekoćom, elastičnošću i velikom moći upijanja.

## Specijalni papir
Specijalni papiri služe za posebne potrebe: 
- bitumenski papir, višeslojni papir slijepljen bitumenom i ojačan tekstilnim nitima, koristi se u građevinarstvu;
- elektroizolacijski papir velike mehaničke otpornosti (kabelski papir);
- filtarski papir, od čiste bijeljene celuloze, određene poroznosti, nekeljen, bez punila, postojan u mokrom stanju;
- cigaretni papir, tanak, od najkvalitetnijih vlakana bijeljene celuloze s mnogo punila koja reguliraju izgaranje papira i duhana.

## Kartoni i ljepenke
Kartoni i ljepenke se, osim po gramaturi, od papira razlikuju i po izgledu i po mehaničkim svojstvima. Proizvode se, za razliku od papira, na papirnom stroju s cilindričnim rotirajućim sitom djelomično uronjenim u papirnu suspenziju. Ako je takvih sita više, njegove se vrpce mogu spojiti u jedinstven proizvod. Osim ravnoga kartona, proizvode se i: 
- valoviti karton, izrađen lijepljenjem više (do sedam) ravnih i valovitih slojeva papira, u mnogim je područjima primjene istisnuo obični karton i ljepenku; gips-karton, višeslojni vodootporni karton za potrebe građevinarstva;
- karton za pakiranje prehrambenih tekućina, od čiste bijeljene celuloze, oslojava se polietilenom, aluminijskom folijom i voskovima, gladak, mekan, pogodan za izradbu kutija i prihvat tiska;
- sivi karton,od otpadnoga papira, u jednom ili više slojeva.[1]

## Vrste papira
Važnije i poznatije vrste papira, kartona i ljepenki navedene su abecednim redoslijedom. Mnogi od njihovih naziva stranog su porijekla i uvriježeni su u industriji papira, u tiskarama i trgovini. Ako u opisu pojedine vrste papira nije navedeno drukčije, radi se uglavnom o papiru od drvne celuloze. 

### A
- Afišni papir (vidi plakatni papir).
- Akvarelni papir izrađuje se kao bezdrvni crtaći papir (gramatura od 80 do 350 g/m2), kao srednjefini crtaći papir za školske crtanke ili od otpadnog tekstilnog materijala kao strojnoglatki papir.
- Azbestni papir, koji nije više u upotrebi, izrađivao se od dugih azbestnih vlakanaca, bez punila, debljine od 0,04 do 0,15 mm, u trakama širine 1 mm. Upotrebljavao se kao materijal za toplinsku i elektroizolaciju, kao filtarski papir za filtriranje jakih kiselina i lužina te kao papir za oblaganje kalanderskih valjaka.

### B
- Bankpost papir izrađuje se od bijele celuloze četinjara i celuloze od slame koja mu daje tvrdoću, a rjeđe od krpa. Punokeljen je, bijele boje, ponekad nježnih nijansa, gramature od 60 do 100 g/m2, obično s vodenim znakom. Osim podesnosti za pisanje i otpornosti na brisanje, bankpost papir može se upotrebljavati i za tisak.
- Bezdrvni papir sadrži bijeljenu ili nebijeljenu celulozu bez primjese drvenjače. Upotrebljava se kao kvalitetan pisaći i tiskovni papir.
- Biblijski papir ubraja se u grupu tankih tiskovnih papira. To je vrlo kvalitetan bezdrvni papir izrađen od lanenog vlakna ili od drvne celuloze s primjesom celuloze od prerađenog otpadnog tekstilnog materijala biljnog porijekla. Dorađen je satiniranjem, vrlo je čvrst, gramature od 25 do 50 g/m2, djelomično proziran, bijel do slabo žute boje. Upotrebljava se za tiskanje priručnih knjižica malog formata i tankih listova kao što su džepni kalendari ili, na primjer, Biblije, po kojoj je tako nazvan, zatim za tiskanje prospekata, uputa za upotrebu lijekova i tako dalje.
- Bristolski karton sastoji se od 3 sloja, od kojih je srednji s primjesom drvenjače, dok su dva vanjska bezdrvna. Karton je keljen i dobro satiniran, gramature od 250 do 1000 g/m2, prikladan za različite postupke tiskanja. Primjenjuje se za izradu luksuznih kataloga, dopisnica, razglednica i kao vredniji materijal za ambalažiranje.
- Bugačica (vidi upojni papir).

### C
- Cigaretni papir je vrlo tanak, čvrst nekeljeni papir od bijeljenog lana i konoplje. Međutim, danas se uglavnom traži proizvod sa što više drvne bijeljene sulfatne celuloze. Papir sadrži od 20 do 33% punila u obliku kalcijevog karbonata kako bi sagorijevanje cigareta bilo što potpunije. Gramatura papira iznosi od 12 do 22 g/m2. Propustljivost za zrak bila je ranije razmjerno mala (od 60 do 75 cm3/min kroz površinu 1 cm2), ali se danas zahtijeva da propustljivost bude 3 puta veća.
- Ciklostilni papir je bezdrvni ili srednjefini papir, voluminozan, nekeljen do slabo keljen, strojnogladak, gramature od 60 do 90 g/m2, bijel ili svijetlo obojen; upotrebljava se kao papir za umnožavanje na istoimenom stroju.
- Crni papir je strojnogladak ili satinirani papir, potpuno neproziran za svjetlo. Služi kao zaštitni materijal za umotavanje fotografskih filmova, ploča i papira. Crni papir kao pakiranje za šivaće igle oštro je satiniran i slabije obojen.
- Crtaći papir je bezdrvan, bijeljen, dobro keljen, gladak, visoka opaciteta (slabe prozirnosti). Crtaći papir i karton izrađeni su od drvne celuloze i otpadnog tekstilnog materijala. Samo školski crtaći papiri imaju primjese drvenjače. Dobro su keljeni, vrlo otporni na brisanje, neznatne su glatkoće, a neki tehnički papiri i papiri za umjetničke slike mogu imati vrlo zrnatu površinu. Razlikuje se papir za crtanje ugljenom, kredom, akvarelom, temperom i uljem, crtaći papir za školsku upotrebu i za crtanje perom. U tehničke svrhe upotrebljava se crtaći papir za radioničke nacrte, prozirni ili transparentni crtaći papir, naravni paus papir, uljni paus pair i paus platno.

### D
- Dijagramski papir je bezdrvni, dobro satinirani pisaći papir gramature od 80 do 120 g/m2, velike dimenzijske stabilnosti i otpornosti na brisanje. Izrađuje se ponekad kao prozirni papir na kojemu se tiska koordinatni raster (milimetarski, logaritamski i slično). U obliku kotura (kružnog oblika) ili dijagramskih okruglih listova služi za bilježenje podataka na mjernim instrumentima.
- Dokumentni papir je visoko kvalitetni pisaći papir, otporan prema starenju. Upotrebljava se za dokumente (isprave) trajne vrijednosti. Izrađuje se od prerađenog otpadnog tekstilnog materijala ili od čiste drvne celuloze u gramaturi od 100 do 120 g/m2.

### F
- Fascikleni karton je bezdrvni ili srednje fini, punokeljeni karton, gramature od 250 do 350 g/m2. Izrađuje se kao strojnogladak ili satinirani jednostrano gladak, vrlo je krut i veoma čvrst na cijepanje i pregibanje. Služi za odlaganje spisa i u druge slične svrhe.
- Filtarski papir proizvodi se od bijeljene celuloze ili pamuka, nekeljen je i kemijski čist. Razlikuje se tehnički filtarski papir i filtarski papir za kemijsku analizu. Njegova se kvaliteta ocjenjuje prema poroznosti, to jest prema sposobnosti odjeljivanja čvrstih suspendiranih čestica i prema brzini kojom propušta tekućinu, što je ovisno o finoći i broju pora u papiru. Filtarski papir treba da ostavlja vrlo malo pepela. Gramatura običnog filtarskog papira iznosi od 85 do 140 g/m2, specijalnog do 180 g/m2, a filtarskog kartona do 200 g/m2.
- Florpost papir (vidi pelirni papir).
- Fluting papir (vidi papir za valovitu ljepenku)
- Fotografski papir je papir s nanesenim materijalom osjetljivim na svjetlost, pa služi za izradu fotografija.

### H
- Havana papir je pergaminu sličan celulozni omotni papir sa staklastom prozirnošću i s gramaturom od 40 do 50 g/m2.

### I
- Ilustracijski papir je većinom srednjefini, ponekad i bezdrvni papir, djelomično keljen, visoke glatkoće, do 30% pepela, gramature od 55 do 80 g/m2. Upotrebljava se za tiskanje periodičnih izdanja u kojima osim teksta ima i mnogo slika.
- Indigo papir prevučen je jednostrano slojem plavo obojene voštane mase i služi za kopiranje prilikom pisanja.
- Indikatorski papir: razlikuju se dvije vrste indikatorskih papira. Na papir prve vrste nanesen je sloj cinkovog oksida ili smjese barijevog sulfata, kaolina i ljepila, a služi kao papir na kojem se iglom registriraju podaci o indikatorskim aparatima. U drugu vrstu indikatorskih papira ubraja se bezdrvni, nekeljeni papir impregniran indikatorskim tvarima, koje prema nekom svojstvu sredine reagiraju mijenjajući boju. Najpoznatiji indikatorski papiri jesu oni kojima se utvrđuje kiselost ili alkaličnost (lakmus papir).

### J
- Japanski papir je vrlo kvalitetan, ručno izrađen papir od tankih, finih, vrlo dugih, gipkih i čvrstih vlakanaca dobivenih od nekih odabranih biljaka što rastu u Japanu.
- Jednostrano gladak papir: jedna je strana tog papira vrlo glatka, dok mu je druga uobičajeno strojnoglatka. Jednostrana visoka glatkoća postiže se na papirnom stroju pomoću valjka za dobivanje jednostrane glatkoće. Izrađuje se najčešće od drvne celuloze u gramaturi od 20 do 120 g/m2, a upotrebljava se kao omotni i plakatni papir, papir za koverte i slično.

### K
- Kabelski papir izrađuje se od nebijeljene sulfatne celuloze, a ponekad i uz dodatak celuloze od otpadnog tekstila. Služi kao izolacijski materijal u elektrotehnici. Velike je uzdužne čvrstoće i jednolične debljine, mora biti gibak, rastezljiv i strojnogladak. Izrađuje se u različitim bojama i s gramaturama od 16 do 18 g/m2.
- Kalandrirani papir dorađen je na superkalanderu na kojemu djelovanjem tlaka i topline uz određenu vlažnost dobiva veliku glatkoću i sjaj, a po potrebi i prozirnost (transparentnost). Naziva se i satiniranim papirom.
- Karbonski papir je bezdrvni celulozni ili od tekstilnih otpadaka proizvedeni papir, gramature od 16 do 30 g/m2, premazan jednostrano finom voštanom masom s primjesom čađe ili nekog drugog pigmenta. Služi za dobivanje kopija, u prvom redu prilikom tipkanja pisaćim strojem.
- Kartografski papir je bezdrvni punokeljeni i satinirani papir s gramaturom od 90 do 120 g/m2, ravne površine, prikladan za tiskanje u kamenotisku ili ofsetnim postupkom. Služi za izradu zemljopisnih karata i planova.
- Karton za dopisnice je punokeljeni satinirani karton s gramaturom 170 g/m2. Izrađuje se od različitih sirovina s dodatkom drvenjače ili od čiste drvne celuloze.
- Kartotečni karton je srednjefini ili bezdrvni karton s gramaturom od 190 do 400 g/m2, punokeljen, strojnogladak ili satiniran. Izrađuje se u više boja i mora biti otporan na savijanje. Upotrebljava se za izradu kartotečnih kartica.
- Kondenzatorski papir je vrlo tanak papir (debljine od 0,006 do 0,020 mm) s malom gramaturom (od 6 do 10 g/m2). Proizvodi se od vrlo kvalitetne sulfatne celuloze ili od celuloze dobivene preradom otpadnog tekstilnog materijala. Oštro je satiniran, jednolične debljine, impregniran i neporozan. Upotrebljava se u proizvodnji električnih kondenzatora, u kojima služi kao dielektrik.
- Koričar je papir ili karton s velikom otpornošću na savijanje. Izrađuje se u gramaturi od 150 do 300 g/m2 kao bezdrvni ili srednjefin, bijel ili obojen, punokeljen, profiliran, satiniran, strojno ili jednostrano gladak. Služi za izradu korica tankih brošura, zaštitnih omota knjiga i tako dalje.
- Kraft papir (vidi natronski papir).
- Krep papir je bezdrvni ili srednjefini papir, naboran na stroju mnoštvom sitnih nabora. Odlikuje se mekoćom i rastezljivošću. Služi kao omotni papir za zamatanje krhkih proizvoda, za izradu papirnatih stolnjaka i ubrusa, a obojen jarkim bojama upotrebljava se i u dekorativne svrhe.
- Krovna ljepenka izrađuje se kao sirova pustena ljepenka gramature od 333 do 500 g/m2, koja je impregnirana katranom ili bitumenom. U prodaju dolazi u koturima i upotrebljava se kao hidroizolacijski materijal u građevinarstvu.
- Kunstdruck papir (vidi papir za umjetnički tisak).

### L
- Lakmus papir (vidi indikatorski papir).
- Listovni papir je bezdrvni bijeli ili blago obojeni, punokeljeni, satinirani papir, gramature od 60 do 100 g/m2. Upotrebljava se za pisanje rukom.

### N
- Natronski papir ili kraft papir se proizvodi od nebijeljene ili bijeljene sulfatne celuloze s veoma velikom čvrstoćom na istezanje. Svojstven je po smeđoj boji. Natronski papir za izradu vreća keljen je i vodootporan, strojnogladak ili jednostrano gladak, gramature oko 80 g/m2. Natronski papir manje gramature (od 20 do 30 g/m2) služi kao kabelski, toaletni ili kao omotni papir za posebne svrhe, a najtanji (od 6 do 12 g/m2) kao kondenzatorski papir.
- NCR papir (vidi Samokopirajući papir).
- Nepromočivi papir je vodootporni papir koji zadržava svoja mehanička svojstva i nakon potpunog vlaženja vodom.
- Nepropusni papir gotovo je potpuno nepropusan za masnoće, ali većinom ne i za vodu. Obično se dobiva takozvanim masnim mljevenjem ili pergamentiranjem, to jest obradom sulfatnom kiselinom ili cinkovim kloridom. Tako se proizvodi pergamentni papir, dok se pergamentni nadomjestak ili pergamin dobiva masnim mljevenjem pergaminske celuloze. Nepropusni papir može se proizvesti i kaširanjem papira i premazivanjem plastičnim masama te metaliziranjem.
- Novinski papir ili roto papir je izrađen od jeftinih vlakana, najčešće drvenjače, obično je slabo bijeljen i strojno gladak. Novinski papir je srednjefini papir s mnogo drvenjače i s malim udjelom punila (kaolina). Neobojen je ili slabo obojen, strojnogladak, gramature od 50 do 55 g/m2, sadrži do 10% vlage kako ne bi bio previše krhak. Ne smije sadržavati grubih nečistoća, pješćanih zrnaca i djelića drvenjače. Izrađuje se u velikim koturima (valjcima) i služi za tisak dnevnih i periodičnih listova na rotacijskom stroju.

### O
- Ofsetni papir je dimenzijski stabilan, keljen, a radi stabilnosti nanesenih boja u ofsetnom tisku njegova pH-vrijednost treba biti oko 4,5. Ofsetni papir je strojnogladak papir namijenjen za ofsetni tisak. Kako taj tisak ovisi o kvaliteti papira više od bilo kojeg drugog tiskarskog postupka, to se od ofsetnog papira vrlo mnogo traži s obzirom na dimenzijsku stabilnost, površinsku čvrstoću, prašenje, čerupanje, jednoličnu debljinu i vlažnost.

### P
- Papir za autotipiju je bezdrvni i srednjefini tiskovni papir. Zbog svoje ujednačene površine i glatkoće podesan je za autotipiju s najfinijim rasterom.
- Papir za bakrotisak je bezdrvni papir od otpadnog tekstilnog materijala ili drvne celuloze te srednjefini papir, nekeljen ili slabo keljen, podatne mekoće i dobrog upijanja tiskarskih boja, gladak i otporan na prašenje.
- Papir za duboki tisak je srednjefini tiskovni papir s primjesom od 40 do 60% drvenjače i do 30% punila, oštro satiniran, gramature od 50 do 60 g/m2. Upotrebljava se za tisak ilustriranih časopisa u velikim naknadama.
- Papir za kamenotisak je bezdrvni ili srednjefini tiskovni, punokeljeni papir. Papir mora biti mekan i dobre dimenzijske stabilnosti zbog višebojnog tiska. Upotrebljava se za tisak zemljopisnih karata i za etikete.
- Papir za pisaći stroj je strojnogladak bezdrvni papir, podatan za pisanje na pisaćim strojevima, gramature od 60 do 90 g/m2, punokeljen, s dobrom otpornošću na brisanje.
- Papir za tapete je srednjefini, punokeljeni papir, strojnogladak i voluminozne strukture. Gramatura papira za jednostavne tapete iznosi od 65 do 85 g/m2, a za bolju kvalitetu od 90 do 120 g/m2.
- Papir za umjetnički tisak (još i kunstdruck papir) je bezdrvni ili srednjefini papir, obostrano jednolično prekriven slojem pigmenata, velike glatkoće i visokog sjaja, gramature od 80 do 350 g/m2. Namijenjen je za tisak s finim rasterom za ilustrirane knjige, časopise, kataloge, prospekte i višebojne umjetničke reprodukcije. Osim sjajnog, može biti premazan i mat premazom.
- Papir za valovitu ljepenku ili fluting papir je sirovi papir koji se upotrebljava za izradu valovitog sloja u proizvodnji valovite ljepenke. Izrađuje se od poluceluloze, kemijske drvenjače, starog papira, drvne celuloze, slame i njihovih mješavina u gramaturi od 112 do 150 g/m2. Njegova se kvaliteta ocjenjuje otpornošću valovitog sloja prema tlačenju.
- Papir za vreće je punokeljen i vodootporan papir, gramature od 70 do 90 g/m2, otporan na savijanje i probijanje. Upotrebljava se za proizvodnju velikih višeslojnih vreća sadržine i do 50 kilograma.
- Paus papir (još i kao pausni papir) je proziran, tanak bezdrvni crtaći i pisaći papir, vrlo tvrd i čvrst, bez punila, dobro keljen površinski ili u masi, proniknut nekim sušivim uljem, lakom ili balzamom.
- Pelirni papir ili florpost papir je vrlo fini bezdrvni papir, tanak, lako proziran, visoko satiniran, bez punila, bijel ili obojen, gramature od 25 do 40 g/m2. Upotrebljava se kao pisaći papir, zatim za tiskanje ljekarničkih uputa, a proizveden u jednoj ili više boja služi kao fini omotni papir.
- Pergamentni papir je vrsta čvrstog, poluprozirnog papira nepropusnog za masnoće, koji je izgledom i svojstvima vrlo sličan pergamentu. Proizvodi se pergamentiranjem, to jest obradom sulfatnom kiselinom ili cinkovim kloridom.
- Pisaći papir je bezdrvni papir, srednjefini papir ili papir s malom primjesom drvenjače, gramature od 60 do 90 g/m2. Bijel je ili obojen pastelnim tonovima, satiniran ili strojnogladak, a bolje vrste imaju vodeni znak. Upotrebljava se za pisanje, punokeljen je i neproziran, pa se tintom može pisati na obje strane.
- Plakatni papir ili afišni papir većinom se proizvodi u jarkim bojama, jednostrano gladak, nekeljen ili slabo keljen, podesan za tisak plakata i letaka.
- Prešani papir ili prešpan (njem. Preßspan) je karton ili ljepenka velike čvrstoće i gustoće, jednolike debljine i vrlo glatke površine. Upotrebljava se za izradu omota za bilježnice, za fascikle i pregradne kartone, a u elektroindustriji kao materijal za izolaciju.
- Prosti papir za zamatanje ili šrenc papir (njem. Schrenzpapier) je nekvalitetan papir izrađen od nesortiranog starog papira, gramature veće od 80 g/m2. Upotrebljava se kao omotni papir, za izradu ambalažnih vrećica, a u većim gramaturama služi kao ravni sloj u proizvodnji valovitog kartona.
- Protokolski papir je bezdrvni papir, djelomično s primjesom celuloze od tekstilnog materijala, punokeljen, gramature od 90 do 120 g/m2, dobre glatkoće i otpornosti na brisanje, pregibanje i kidanje. Upotrebljava se za izradu poslovnih i matičnih knjiga, obrazaca, dokumenata trajnije vrijednosti, knjigovodstvenih kartica i tako dalje.

### S
- Samokopirajući papir (još se naziva i NCR papir) je papir koji služi za pisanje i istodobno dobivanje kopija bez upotrebe posebnog papira za kopiranje kao što su indigo papir i karbonski papir. Poleđina NCR papira premazana je želatinom koja sadrži u ulju otopljeno sredstvo za stvaranje boje, dok je površina donjeg lista papira (na koji se kopira) premazana slojem u kojem se boja stvara (obično aktivirani bentonit u prikladnom vezivu). Pritiskanjem jednog papira na drugi prilikom pisanja aktivni se slojevi dovode u dodir, pa stvaranjem boje nastaje kopija. Ovisno o smjeru kopiranja, razlikuju se tri vrste ovog papira: CB (kopira prema dolje), CFB (kopira u oba smjera) te CF (kopira prema gore). Najčešća gramatura samokopirnog papira je 53 g/m2 (CFB), 56 i 80 g/m2 (CB) te 57 i 130 g/m2 (CF).
- Satinirani papir dobiva se doradom papira na superkalanderu i odlikuje se vrlo glatkom površinom. Razlikuje se oštro (sjajno) satinirani i zagasito (mat) satinirani papir. Naziva se i kalandriranim papirom.
- Sigurnosni papir je fini bezdrvni papir, ponekad s vodenim znakom, obrađen kemikalijama (metalnim solima) i posebnim bojama, da se onemogući krivotvorenje. Namijenjen je izradi novčanica i dokumenata.
- Smeđi omotni papir je grubi smeđi papir izrađen od smeđe drvenjače, većinom jednostrano gladak ili obostrano satiniran, gramature od 40 do 150 g/m2. Za pakovanje osjetljive staklene i porculanske robe upotrebljava se jednostrano gladak omotni svileni papir manje gramature (od 20 do 22 g/m2).
- Svileni papir je skupni naziv za tanke, poluprozirne omotne papire male gramature (od 6 do 25 g/m2) i male čvrstoće. Izrađuje se od celuloze i drvenjače, rjeđe od krpa (ali ne od svile, kojoj je po svojstvima sličan).

### Š
- Šrenc papir (vidi prosti papir za zamatanje).

### T
- Toaletni papir je bezdrvni ili srednjefini, mekani, upijajući papir, katkada i krep papir, gramature od 40 do 60 g/m2.

### U
- Upojni papir ili bugačica je bezdrvni ili srednjefini papir s velikom sposobnošću upijanja tekućina (tinte) i širokim granicama gramature (od 35 do 350 g/m2) i debljine (od 0,12 do 0,30 mm).
- Uredski papir je bijeli, bezdrvni, punokeljeni pisaći papir s dobrim mehaničkim svojstvima, gramature od 70 do 80 g/m2. Služi kao papir za spise trajne vrijednosti koji se često upotrebljavaju.

### V
- Visokosjajni papir je osobito oštro satinirani papir ili karton velike glatkoće i visokog sjaja. Na takvim se papirima postižu vrlo kvalitetne reprodukcije s najbogatijom paletom tonova.
- Voluminozni tiskovni papir je mekan, elastičan, strojnogladak, bezdrvni papir male gustoće i bez punila. Od papira te grupe najpoznatiji je perolaki papir.
- Voštani papir je bezdrvni celulozni papir obrađen s jedne strane ili s obje strane parafinom ili cerezinom kako ne bi propuštao zrak ili vodu. Upotrebljava se za zamatanje kolača, kruha, bombona, britvica i slično.[2]